# Cafetière

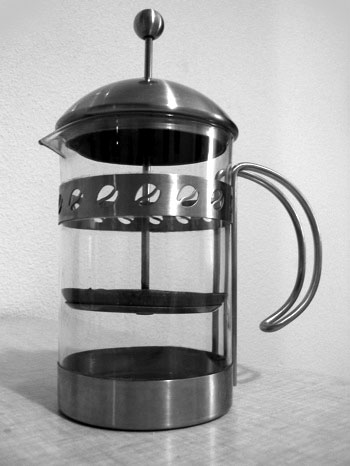
Cafetière

Een cafetière is een glazen pot met een metalen filter waarmee koffie wordt gezet. De naam cafetière is een afkorting van de naam 'cafetière à piston'. Afhankelijk van de plaats is de cafetière ook bekend onder vele andere noemers, waaronder: french press, press pot, coffee press, coffee plunger.
Koffie gezet in een cafetière heeft een vol karakter, doordat de koffie lang contact heeft met het hete water en het filter kleine deeltjes (waaronder aroma's) van de maling doorlaat.
Een cafetière is een vorm van infusie-koffiemaker, in tegenstelling tot percolatie-koffiemakers.

## Oorsprong
De oorsprong van de cafetière is niet geheel duidelijk, al wordt in een legende beschreven dat een Franse boer op een van zijn dagelijkse wandelingen zijn koffie niet goed had gezet. Hij trof daarop een Italiaanse handelaar die onder andere een fijn gaas bij zich had, de Fransman wilde het gaas gebruiken om de koffieprut in zijn 'mislukte' brouwsel naar beneden te drukken. Bij het proberen van het brouwsel waren beide mannen verrast over de goede smaak en zouden samen de vinding geëxploiteerd hebben.
Het eerste patent zover bekend dateert uit 1852, door twee Fransen, Mayer en Delforge.
De Italianen maakten de verfijningen die nodig waren om het metalen filter goed af te laten sluiten, waarbij de Italiaan Bruno Cassol in 1935 het ontwerp maakte wat we vandaag de dag het meest zien zoals bij de cafetières van het Deense merk Bodum.

## Gebruik
In de pot wordt grofgemalen koffie geplaatst waarop heet (net niet meer kokend) water gegoten wordt. De verhouding is afhankelijk van eigen smaak en de soort koffie, maar een veelgebruikte verhouding is ongeveer 60-70 gram/Liter of 1:15 tot 1:17 koffie ten opzichte van water.
De maling van de koffie heeft tevens invloed op het brouwsel, hoe fijner de maling des te sterker het brouwsel. Bij een fijne maling komen meer koffiedeeltjes in het gefilterde brouwsel, snelfiltermaling is eigenlijk al iets te fijn. Het beste is daarom om zelf de koffie te malen met een ouderwetse handkoffiemolen, of met een elektrische koffiemolen met metalen schijven (braammolen). Hoe gelijkmatiger de koffiedeeltjes, hoe beter het resultaat. Elektrische varianten met een mes zijn ongeschikt omdat er geen controle is over de gelijkmatigheid of fijnheid van de maling, in tegenstelling to handkoffiemolens en elektrische braammolens, waar de fijnheid precies valt in te stellen.
Sommige Pyrex cafetières hadden nylonfilters om fijne deeltjes op te vangen. Een andere gebruikte methode om de kleine deeltjes te vangen is meerdere filters op elkaar stapelen.
De koffie trekt hierop ongeveer 4 à 5 minuten, waarna de plunjer met het deksel geplaatst wordt (A). De plunjer met het metalen filter wordt dan van boven naar beneden door de glazen pot gedrukt (B). Het goed aansluitende filter drukt de gemalen koffie die in het hete water zweeft naar de bodem (C). Boven in de pot zit dan verse, hete koffie die direct uitgeschonken kan worden (D).
De kracht en snelheid waarmee de plunjer naar beneden wordt gedrukt heeft invloed op het aantal deeltjes dat langs de plunjer kan komen. Het is daarom geadviseerd de plunjer voorzichtig naar beneden te drukken.
Een nieuwere variant op deze methode is om na 4 minuten de korst die is ontstaan te breken en losse overgebleven deeltjes te verwijderen met een lepel. Hierna wordt de plunjer slechts tot het niveau van de vloeistof gelaten, waar de koffie doorheen wordt geserveerd.

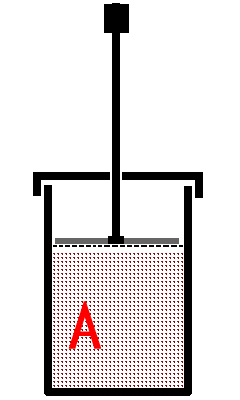
Cafetière na het vullen
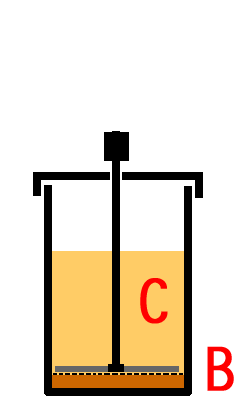
Cafetière na het filteren
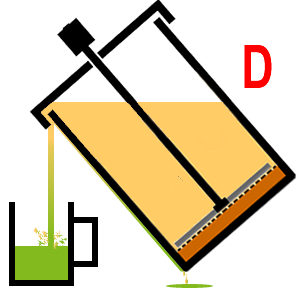
Inschenken van de koffie

## Hoog cafestolgehalte
Doordat het metalen filter meer koffiedeeltjes doorlaat, blijven ook meer stoffen als cafestol in de koffie die cholesterolverhogend zijn. Met name het LDL-gehalte (ook wel het 'slechte choresterol' genoemd) wordt verhoogd. Koffie gezet in een cafetière heeft een cafestolwaarde van ongeveer 3 mg per kop (150 ml) koffie. Dit is hoger dan andere vormen van koffiezetten, waarbij espresso 1,5 mg meet en koffie met papieren filter slechts 0,1 mg. Vanwege het cholesterolverhogende effect adviseert het Voedingscentrum om niet meer dan een kop cafetièrekoffie per dag te drinken.
Hoewel de meeste wetenschappelijke onderzoeken gebruikmaken van snelfiltermaling, is duidelijk geworden dat naast de zetmethode ook de maling en het soort koffie invloed hebben op het cafestolgehalte.